# John Mayock
John Mayock (né le 26 octobre 1970 à Barnsley) est un athlète britannique spécialiste du demi-fond. 

## Biographie

### Palmarès
| Date | Compétition                    | Lieu         | Résultat | Performance |                |
| ---- | ------------------------------ | ------------ | -------- | ----------- | -------------- |
| 1989 | Championnats d'Europe juniors  | Varaždin     | 2e       | 5 000 m     | 14 min 11 s 05 |
| 1991 | Universiade                    | Sheffield    | 1er      | 5 000 m     | 13 min 39 s 25 |
| 1992 | Championnats d'Europe en salle | Gênes        | 2e       | 3 000 m     | 7 min 48 s 47  |
| 1993 | Championnats du monde en salle | Toronto      | 6e       | 3 000 m     | 7 min 54 s 41  |
| 1994 | Jeux du Commonwealth           | Victoria     | 3e       | 1 500 m     | 3 min 37 s 22  |
| 1995 | Championnats du monde en salle | Barcelone    | 5e       | 3 000 m     | 7 min 51 s 86  |
| 1996 | Jeux olympiques                | Atlanta      | 11e      | 1 500 m     | 3 min 40 s 18  |
| 1997 | Championnats du monde en salle | Paris        | 6e       | 3 000 m     | 7 min 44 s 31  |
| 1998 | Championnats d'Europe en salle | Valence      | 1er      | 3 000 m     | 7 min 55 s 09  |
| 1998 | Championnats d'Europe          | Budapest     | 5e       | 1 500 m     | 3 min 42 s 58  |
| 1998 | Jeux du Commonwealth           | Kuala Lumpur | 2e       | 1 500 m     | 3 min 40 s 46  |
| 2000 | Championnats d'Europe en salle | Gand         | 3e       | 3 000 m     | 7 min 49 s 97  |
| 2000 | Jeux olympiques                | Sydney       | 9e       | 1 500 m     | 3 min 39 s 41  |
| 2001 | Championnats du monde en salle | Lisbonne     | 4e       | 3 000 m     | 7 min 44 s 08  |
| 2002 | Championnats d'Europe en salle | Vienne       | 3e       | 3 000 m     | 7 min 48 s 08  |
| 2002 | Jeux du Commonwealth           | Manchester   | 4e       | 5 000 m     | 13 min 19 s 43 |
| 2003 | Championnats du monde en salle | Birmingham   | 8e       | 3 000 m     | 7 min 45 s 32  |
| 2005 | Championnats d'Europe en salle | Madrid       | 2e       | 3 000 m     | 7 min 51 s 46  |

### Records
| Épreuve                 | Performance   | Lieu      | Date           |
| ----------------------- | ------------- | --------- | -------------- |
| 1 500 mètres            | 3 min 31 s 86 | Bruxelles | 22 août 1997   |
| 3 000 mètres (en salle) | 7 min 41 s 09 | Stockholm | 6 février 2002 |